# I cento passi
I cento passi è un film del 2000 diretto da Marco Tullio Giordana dedicato alla vita e all'omicidio di Peppino Impastato, attivista impegnato nella lotta a Cosa nostra nella sua terra, la Sicilia.
Il titolo prende il nome dal numero di passi che occorre fare a Cinisi per colmare la distanza tra la casa della famiglia Impastato e quella del boss mafioso Gaetano Badalamenti.
Il film rese note al grande pubblico la storia e la tragica fine di Peppino Impastato, che fino ad allora erano passate praticamente inosservate in quanto Impastato era stato ucciso il 9 maggio 1978, lo stesso giorno del ritrovamento del corpo di Aldo Moro, in via Caetani a Roma, e la tragedia nazionale mise in ombra la vicenda dell'attivista siciliano.

## Trama
(Peppino Impastato/Luigi Lo Cascio)
Il giovane Giuseppe Impastato, chiamato da tutti Peppino, vive a Cinisi negli anni '70 cercando di sfuggire all'inesorabile legame con l'ambiente di Cosa nostra che il padre Luigi, un po' per inerzia, un po' perché ha una famiglia con una moglie e due figli da proteggere, non ha la forza di rompere. Anche di fronte alla vulnerabilità sua e della propria famiglia, Peppino, animato da uno spirito civico irrefrenabile, non esita, con l'involontaria complicità del fratello Giovanni, ad attaccare i mafiosi di Cinisi e a denunciarne pubblicamente le malefatte.
Il percorso "controcorrente" di Peppino nasce quando, da bambino, vede scorrere davanti a sé gli albori della lotta politica contro la mafia e il potere a essa colluso, lotta a cui poi prenderà attivamente parte diventato prima adolescente e poi adulto. Dopo la morte violenta dello zio capomafia Don Cesare Manzella, saltato in aria su un'Alfa Romeo Giulietta all'interno della quale era stato messo un ordigno esplosivo, l'incontro con il pittore comunista Stefano Venuti, il rifiuto del padre biologico e della famiglia intesa in senso mafioso e il formarsi con il pittore idealista, suo vero "padre etico", sono i punti di svolta della vita di Peppino, che lo segneranno per il resto della sua esistenza.
Il giovane Impastato scrive articoli, uno dei quali è intitolato La mafia è una montagna di merda, che lo rendono malvisto agli occhi della criminalità, e fonda Radio Aut, emittente dai microfoni della quale attacca e prende in giro la mafia, in particolare il capomafia del suo paese Gaetano Badalamenti, "Don Tano", e denuncia i suoi atti criminali. Candidatosi alle elezioni comunali per il partito Democrazia Proletaria, la sua frase «noi comunisti perdiamo perché ci piace perdere», pronunciata durante un comizio, sembra quasi un preludio alla sua tragica morte, avvenuta a campagna elettorale ancora in corso, con il suo corpo esanime adagiato sui binari della ferrovia in modo da far credere che si fosse suicidato. L'evento passa praticamente inosservato in quanto avviene nello stesso giorno in cui le Brigate Rosse uccidono il politico Aldo Moro e ne fanno ritrovare il corpo in via Caetani a Roma; Peppino era ormai diventato troppo scomodo per i mafiosi e il padre, che era morto in un oscuro incidente, non lo poteva più proteggere da Don Tano.

## Accoglienza

### Critica

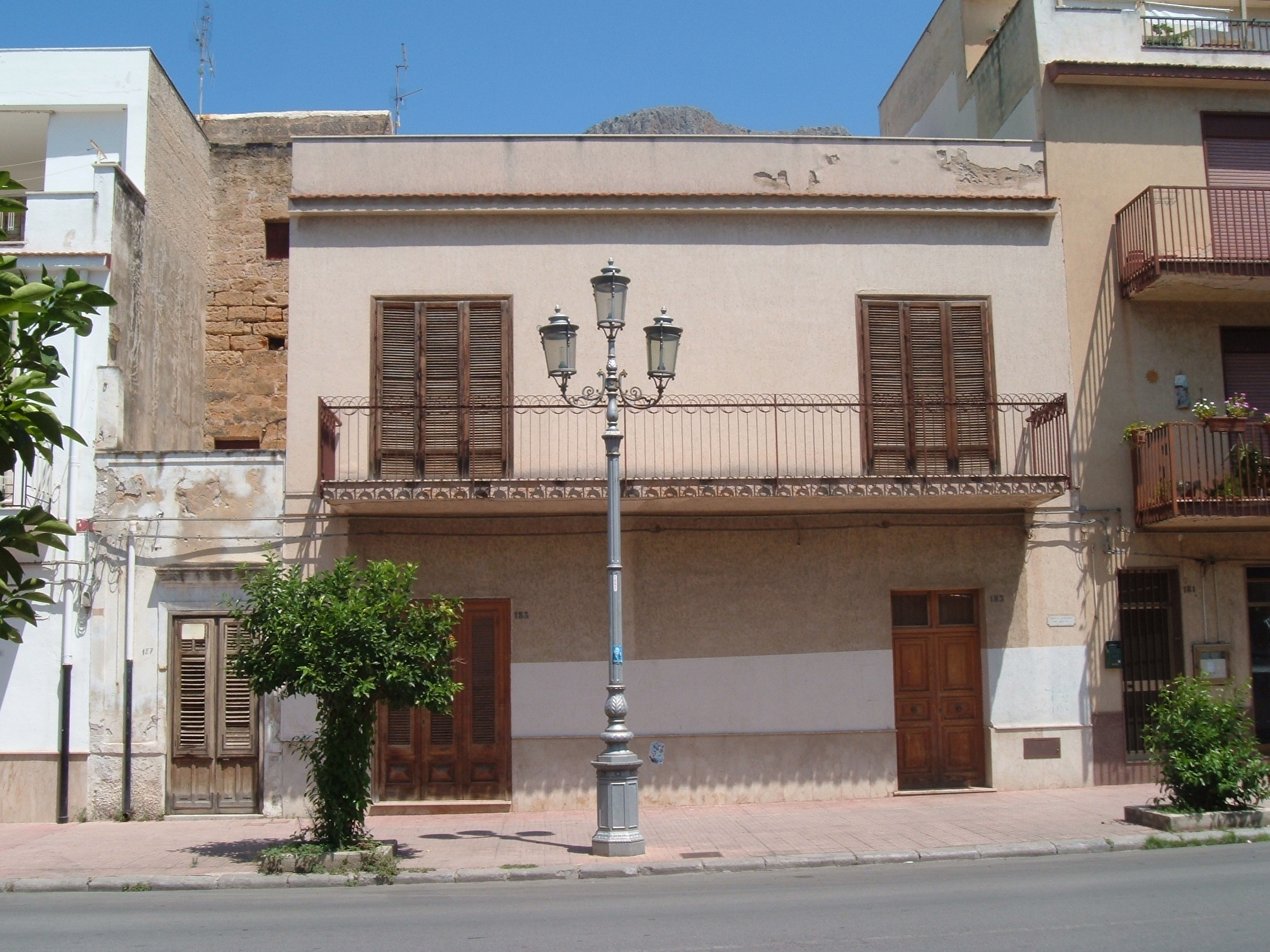
L'abitazione di Gaetano Badalamenti, a 100 passi da quella di Peppino

La critica cinematografica ha notato come questo film di Giordana, con la scena finale dei pugni alzati nel saluto comunista e le bandiere rosse sventolanti, « [...] potrebbe sembrare un film di propaganda. In realtà è un film di impegno civile (che non si vergogna di citare il Rosi di Le mani sulla città) che si assume il compito di ricordarci che la lotta a quel complesso fenomeno che passa sotto il nome di mafia non appartiene a una "parte".»
Un impegno civile ribadito quasi unanimemente da tutta la critica: «Molto impegno civile. Come, del resto, in altri film di Giordana».
Gian Luigi Rondi ha inoltre rilevato che il film « [...] fa ricorso a eccessive vicende di contorno e a vari personaggi di secondo piano. Quando però si tratta di seguire da vicino il personaggio centrale, i suoi rapporti in famiglia e i suoi scontri con i mafiosi, allora il racconto si fa teso, scattante, addirittura aggressivo e la regia nervosa di Giordana ha modo di vibrare e di far vibrare di giusta indignazione.».
Venne riconosciuto come elemento essenziale del successo del film l'interpretazione di «una squadra di attori di sorprendente bravura guidati senza sbavature da Giordana» tra cui si distingue quella di Luigi Lo Cascio, attore che esordì sul grande schermo con questa pellicola, venendo premiato con un David di Donatello.

## Riconoscimenti

### Italiani
- 2000 – Mostra del cinema di Venezia
  - Miglior sceneggiatura a Claudio Fava, Marco Tullio Giordana, Monica Zapelli
  - Candidatura per il Leone d'oro a Marco Tullio Giordana
- 2001 – Ciak d'oro
  - Migliore attore non protagonista a Luigi Maria Burruano e Tony Sperandeo[6]
  - Migliore costumi a Elisabetta Montaldo[6]
- 2001 – David di Donatello
  - Migliore sceneggiatura a Claudio Fava, Marco Tullio Giordana, Monica Zapelli
  - Miglior attore protagonista a Luigi Lo Cascio
  - Miglior attore non protagonista a Tony Sperandeo
  - Migliori costumi a Elisabetta Montaldo
  - David scuola a Marco Tullio Giordana
  - Candidatura per il miglior film
  - Candidatura per il miglior regista a Marco Tullio Giordana
  - Candidatura per il miglior produttore a Fabrizio Mosca
  - Candidatura per la miglior fotografia a Roberto Forza
  - Candidatura per il migliore fonico di presa diretta a Fulgenzio Ceccon
  - Candidatura per il miglior montaggio a Roberto Missiroli

- 2001 – Globo d'oro
  - Gran Premio della stampa estera a Marco Tullio Giordana
  - Miglior attore rivelazione a Luigi Lo Cascio
  - Candidatura per il miglior film a Marco Tullio Giordana
  - Candidatura per il miglior attore a Luigi Lo Cascio
- 2001 – Il Cinema Contro Le Mafie
  - Premio Giuseppe Valarioti a Marco Tullio Giordana
- 2001 – Nastro d'argento
  - Migliore sceneggiatura a Claudio Fava, Marco Tullio Giordana, Monica Zapelli
  - Candidatura per il regista del miglior film a Marco Tullio Giordana
  - Candidatura per il migliore produttore a Fabrizio Mosca
  - Candidatura per il migliore attore protagonista a Luigi Lo Cascio
  - Candidatura per il migliore attore non protagonista a Luigi Maria Burruano
  - Candidatura per la migliore attrice non protagonista a Lucia Sardo
  - Candidatura per il migliore montaggio a Roberto Missiroli

### Internazionali
- 2001 – Golden Globe
  - Candidatura per il miglior film straniero
- 2002 - Bastia Italian Film Festival
  - Premio del pubblico a Marco Tullio Giordana
- 2001 - Brussels European Film Festival
  - Iris d'oro a Marco Tullio Giordana
  - Iris d'argento miglior Screenplay a Marco Tullio Giordana, Claudio Fava, Monica Zapelli
- 2006 - Italian Film Festival USA
  - Miglior film a Marco Tullio Giordana
- 2001 - Online Film & Television Association
  - Candidato per il Miglior film straniero
- 2000 - Festival Internazionale del Film di San Paolo
  - Premio del pubblico Miglior Feature Film a Marco Tullio Giordana